# 張之浚 (新安縣知縣)
張之浚（？—？），江苏无锡人，清朝政治人物。吏员出身。

## 生平
乾隆年间，擔任清朝廣州府新安縣知縣。后由書圖接任。